# Corrosive sound system
Le Corrosive sound system était un sound system français de musique électronique qui organisait des free party dans la deuxième moitié des années 1990. Les « Corrosifs », ou « Corros », mixaient de l'acid, de la techno américaine, de la hardtechno et de la drum and bass.

## Histoire
Inspiré par la sonorité acid du synthétiseur Roland TB-303 (DeeJill en est spécialiste en mix vinyl), le Corrosive sound system se crée en 1995, à l'initiative de DeeJill (ou plus communément appelé Jill des Corros) et de la Plessis family issue d'un groupement de teufeurs de Plessis-Trevisse dans le département du Val-de-Marne. Le groupe se forme à partir de ces rencontres dans les fêtes organisées dans les alentours de Plessis-trevisse, et commence à organiser ses propres soirées. Les débuts sont discrets, puis les soirées rassemblent progressivement davantage de monde, dépassant les 5 000 personnes pour les plus importantes. Les figures principales du groupe sont : Rod, Cedric (RIP), Luc, Seb (DJ Sub), July, Zozo (RIP) et DeeJill. Tous les flyers , ainsi que les stickers et tee-shirts, sont des réalisations de DeeJill et son frère JB. Les free-partys organisées par les « Corrosifs » étaient souvent accompagnées de projections visuelles réalisées par des vidéo jockeys.
La première soirée 'officielle' fut celle organisée au bord du Loing dans la même période à côté de Grez-sur-Loing, avec la venue relativement rare à l'époque de Manu_le_Malin et Thorgull dans une free party. C'était une teuf organisée avec le sound système Breton Zero-Zero.
Les soirées les plus marquantes organisées par ce groupe a été celle organisée dans les champignonnières de Meudon en 1996, et celle de Survilliers en 1997, qui a fait l'objet d'un reportage par l'équipe d’Envoyé spécial pour la chaine France 2, place Hoche à Rennes pour la fête de la musique 1998. Les « Corrosifs » ont participé à de nombreux Teknivals, dont celui de Millau et de Courcelles en 1998.
Les corrosifs sont alors très régulièrement en Bretagne, et s’associent souvent avec Zero-Zero, Hackers et System D.
En février 1998, le magazine techno Coda leurs consacre un article: Coda N°41, février 1998, article de O.S. page 54 "De la sédentarisation du traveller : le Corrosive sound system". L'année 1998 est marquée par de nombreuses saisies de matériel par les forces de police, comme en Espagne lors de la rencontre avec les Meteks et Ubiks, et en Bretagne dans les Monts d'Arrée. Le comportement violent des forces de l'ordre lors de ce dernier évènement provoque l'indignation du groupe.
Le 24 octobre 1998, le groupe organise une soirée dans un entrepôt de Blanc-Mesnil, qui tourne mal. Des confrontations ont lieu entre la police, alertée par le voisinage, et les nombreux teufeurs présents sur place. La rue fut notamment rasée de ses Abribus et lampadaires par un teufeur vengeur conduisant un bulldozer provenant d'un chantier des environs.

Ce sound system n'est plus actif ; la dernière soirée fut organisée en 2000 aux Transmusicales de Rennes (OFF).

## Discographie
(Mix tapes) 
- DeeJill - Cosmic joke.
- DeeJill - Service spécial.
- JillDeckOrro - explicit electronic music.
- July - In da mix.

Voir mixs de DeeJill sur mixcloud  et aussi youtube.